# Courtney Henggeler
Courtney Henggeler  is een Amerikaans model en actrice.
Hoewel ze debuteerde op televisie in House M.D., werd ze vooral bekend door haar rol als Missy in The Big Bang Theory.

## Selectie van haar werk
- Cobra Kai, Netflix/YouTube serie (2018-2025) Amanda LaRusso
- Mom, televisiereeks (2013-2015), als Claudia
- Stitchers, televisiereeks (2015), als Suzanne Parks
- The Mysteries of Laura, televisiereeks (2014), als Nora
- Faking It, televisiereeks (2014), als Robin
- Franklin & Bash, televisiereeks (2014), als Molly Taylor
- Royal Pains, televisiereeks (2014), als Nancy Conrad
- Kristin's Christmas Past, televisiefilm (2013), als Sophia
- Beach Pillows, dramafilm (2013), als Courtney
- Hitting the Cycle, dramafilm (2012), als Samantha
- Family Practice, televisiefilm (2011), als Chelsea sloop
- True Love, televisiefilm (2010), als Alexa
- Wing Bitches, televisiefilm (2010), als Courtney
- Peas in a Pod, televisiefilm (2010), als Julie
- Two Dollar Beer, televisiefilm (2009), als Molly
- The Big Bang Theory, televisiereeks (2008), als Missy Cooper
- House M.D.,  televisiereeks (2005), als dienster
- The Bog Creatures, film (2003), als Susan Beth